# Postnord Vårgårda WestSweden RR
A Postnord Vårgårda WestSweden RR (Road Race) é uma carreira de ciclismo de um dia feminina que em conjunto com uma contrarrelógio por equipas denominada como Postnord Vårgårda WestSweden TTT (Team Time Trial) se disputa na aglomeração urbana de Vårgårda (província de Västra Götaland) e seus arredores no final do mês de julho ou princípios de agosto.
A carreira de um dia criou-se no ano 2006 baixo a denominação de Open de Suède Vårgårdae a contrarrelógio por equipas criou-se em 2008 com o nome oficial de Open de Suède Vårgårda TTT para diferenciar da sua homónima de um dia. Desde a sua criação, ambas provas foram pontuáveis para a Copa do Mundo femininaaté ao ano de 2016 onde as 2 concorrências passaram a fazer parte do UCI WorldTour Feminino com a criação de dito circuito. Assim mesmo em 2016 ambas carreira mudaram o seu nome a Crescent Vårgårda e posteriormente no ano 2018 voltaram a mudar se nome ao de Postnord Vårgårda WestSweden com motivo de mudança de patrocinador. Não sempre as provas se disputaram em ordem particular mas sempre mantendo 2 dias de diferença entre uma e outra.

## Palmarés
| Ano                          | Vencedor             | Segundo           | Terceiro         |           |
| ---------------------------- | -------------------- | ----------------- | ---------------- | --------- |
| Open de Suède Vårgårda       |                      |                   |                  |           |
| 2006                         | Susanne Ljungskog    | Nicole Cooke      | Monica Holler    |           |
| 2007                         | Chantal Beltman      | Karin Thürig      | Noemi Cantele    |           |
| 2008                         | Kori Kelley Seehafer | Kimberly Anderson | Charlotte Becker |           |
| 2009                         | Marianne Vos         | Kirsten Wild      | Emma Johansson   |           |
| 2010                         | Kirsten Wild         | Adrie Visser      | Emma Johansson   |           |
| 2011                         | Annemiek van Vleuten | Ellen van Dijk    | Nicole Cooke     |           |
| 2012                         | Iris Slappendel      | Hanka Kupfernagel | Marianne Vos     |           |
| 2013                         | Marianne Vos         | Emma Johansson    | Amy Pieters      |           |
| 2014                         | Chantal Blaak        | Amy Pieters       | Roxane Knetemann |           |
| 2015                         | Jolien D'Hoore       | Giorgia Bronzini  | Lisa Brennauer   |           |
| Crescent Vårgårda            |                      |                   |                  |           |
| 2016                         | Emilia Fahlin        | Lotta Lepistö     | Chantal Blaak    |           |
| 2017                         | Lotta Lepistö        | Marianne Vos      | Leah Kirchmann   |           |
| Postnord Vårgårda WestSweden |                      |                   |                  |           |
| 2018                         | Marianne Vos         | Kirsten Wild      | Lotta Lepistö    |           |
| 2019                         | Marta Bastianelli    | Marianne Vos      | Lorena Wiebes    |           |
| 2020                         | cancelado            | cancelado         | cancelado        | cancelado |
| 2021                         | cancelado            | cancelado         | cancelado        | cancelado |
| 2022                         | Audrey Cordon-Ragot  | Pfeiffer Georgi   | Valerie Demey    |           |
| 2023                         | cancelado            | cancelado         | cancelado        | cancelado |

## Palmarés por países
| País           | Vitórias |
| -------------- | -------- |
| Países Baixos  | 8        |
| Suécia         | 2        |
| Estados Unidos | 1        |
| Bélgica        | 1        |
| Finlândia      | 1        |
| Itália         | 1        |